# Niland, California
Niland, California (енгл. Niland) насељено је место без административног статуса у америчкој савезној држави Калифорнија.

## Демографија
По попису из 2010. године број становника је 1.006, што је 137 (-12,0%) становника мање него 2000. године.
| Група             | 2000.       | 2010.       |
| Белци             | 408 (35,7%) | 299 (29,7%) |
| Афроамериканци    | 36 (3,1%)   | 36 (3,6%)   |
| Азијати           | 52 (4,5%)   | 36 (3,6%)   |
| Хиспаноамериканци | 632 (55,3%) | 618 (61,4%) |
| Укупно            | 1.143       | 1.006       |